# Gamă prin tonuri
În teoria muzicală, o gamă prin tonuri este o gamă cu șase note în care notele vecine sunt separate de un ton întreg. Aceste game sunt uneori numite gama lui Debussy, deoarece compozitorul Claude Debussy le a folosit în mod notabil.
Exemplu de gamă prin tonuri:
Audio playback is not supported in your browser. You can download the audio file.